# Nasenschleimhaut
Die Nasenschleimhaut ist eine die Nasenmuscheln und das Innere der Nasenhöhlen bedeckende Schleimhaut. Im Bereich der unteren und mittleren Nasenmuschel wird sie als Pars respiratoria (Atemteil) bezeichnet. Sie dient der Reinigung, Befeuchtung und Erwärmung der Atemluft. Die Auskleidung der oberen Nasenhöhle nennt man Riechschleimhaut (Pars olfactoria), sie dient der Geruchswahrnehmung.

## Aufbau
Der Atemteil der Nasenschleimhaut trägt ein Flimmerepithel, welches einer Eigenschicht (Lamina propria mucosae) aufsitzt. Die Zellen des Flimmerepithels tragen 50 bis 300 feinste Flimmerhärchen (Kinozilien), die in die Schleimschicht ragen. Zwischen diese Flimmerepithelzellen sind Becherzellen eingestreut, die zusammen mit den Nasendrüsen des vorderen Nasenbereichs das Nasensekret herstellen. Die Schleimhaut wird von dieser Schicht vollständig bedeckt. Die Nasenschleimhaut wird regeneriert durch den sogenannten Nasenzyklus. Im Bereich der Riechschleimhaut trägt das mehrreihige Zylinderepithel keine Kinozilien und es gibt keine Becherzellen, dafür sind Riechzellen eingebettet.
Im Übergang von der äußeren Haut in das Flimmerepithel der Nasenschleimhaut befindet sich im vorderen, unteren Teil der Nasenscheidewand der Locus Kiesselbachi, eine gefäßreiche Schleimhaut.

## Funktionen
Die Nasenschleimhaut hat eine wichtige Filterfunktion zum Schutz vor eingeatmeten Fremdkörpern und Krankheitserregern. Sie bleiben an der Schleimschicht kleben. Die Sekretschicht ist an der Oberfläche gelartig, darunter flüssig. Die Flimmerhärchen schlagen etwa 450- bis 800-mal pro Minute. Bei Flimmerschlag unterscheidet man eine kurze Wirkungsphase, bei der der Schaft des Flimmerhärchens gerade und die Spitze in der Gelschicht gekrümmt ist, und eine längere Erholungsphase, bei der der Schaft gekrümmt ist und die Spitze sich in der wässrigen Schicht zurückbewegt. Dieser Flimmerstrom (Mukoziliäre Clearance) schiebt die Schleimschicht in Richtung der Choanen und damit in den Rachen, was vom Naseneingang bis zur Choane in etwa 10 bis 15 Minuten in Anspruch nimmt. Für die Abwehr von Krankheitserregern werden spezifische Abwehrstoffe, vor allem Immunglobulin A, in der Schleimhaut produziert, mit der die Krankheitserreger abgewehrt werden können. Auch die mechanische Bindung von Bakterien im Nasensekret spielt eine große Rolle bei der Infektabwehr.
Durch die gute Durchblutung der Schleimhaut wird die Atemluft innerhalb weniger Sekunden temperiert. Im Bereich des Nasenrachens beträgt die Temperatur der Atemluft 32–34 °C, die dazu notwendige Erwärmung oder Abkühlung funktioniert bei Außentemperaturen von −8 bis 40 °C. Erst bei Außentemperaturen unter −40 °C sinkt die Temperatur im Nasenrachen auf 31 °C. Das verdunstete Wasser aus dem Nasensekret wird an die Atemluft abgegeben, um sie zu befeuchten. Die relative Luftfeuchte steigt dabei auf etwa 80 %. In den sich anschließenden Atemwegen wird die Atemluft auf 37 °C temperiert und eine Luftfeuchtigkeit von 98 % erzeugt, was Voraussetzung für einen ungestörten Gasaustausch in den Lungen ist.
Wie alle Schleimhäute ist die Nasenschleimhaut auch zur Stoffaufnahme (Resorption) fähig. Für die Aufnahme größerer Wirkstoffmengen im Sinne einer systemischen Therapie ist die Größe und Aufnahmefähigkeit zumeist nicht geeignet, Ausnahmen sind beispielsweise die Behandlung mittels Desmopressin bei einem Diabetes insipidus. Doch auch lokal eingebrachte Arzneimittel wie Nasentropfen können in einem solchen Ausmaß in den Körper gelangen, dass sie dort unerwünschte Nebenwirkungen hervorrufen. Die darin enthaltenden Sympathomimetika können bei Säuglingen eine Atemdepression oder gar ein Koma auslösen. Auch Rauschmittel wie Schnupftabak, Amphetamin und Kokain werden über die Nasenschleimhaut konsumiert.

## Erkrankungen und Funktionsstörungen
Eine Entzündung der Nasenschleimhaut nennt man Rhinitis. Sie kann durch Krankheitserreger wie Viren und Bakterien, durch reizende Stoffe und allergisch bedingt sein. Die Rhinitis acuta, im Volksmund auch als „Schnupfen“ bezeichnet, ist eine der häufigsten Virusinfektionen des Menschen.
Die Larven der Nasendasseln befallen die Nasenschleimhaut vor allem von Huftieren. Trichosomoides nasalis ist ein Parasit der Nasenschleimhaut bei Mäuseartigen.